# Lisboa (album)
Lisboa è un doppio album dal vivo del gruppo musicale portoghese Madredeus, pubblicato nel 1992.

## Tracce
Disco 1
1. Matinal – 3:06
2. A Cidade – 4:30
3. A Península – 3:54
4. Cuidado – 4:06
5. O Ladrão – 3:34
6. O Pomar das Laranjeiras – 4:29
7. Mudar de Vida – 1:29
8. Canto de Embalar – 2:35
9. O Navio – 6:25
10. O Pastor – 3:31
11. As Ilhas Dos Açores – 5:20
12. A Vontade de Mudar – 2:37

Disco 2
1. A Cantiga Do Campo – 5:28
2. Amanhã – 4:16
3. A Sombra – 5:30
4. Solstício – 4:08
5. A Estrada Do Monte – 3:26
6. A Vaca de Fogo – 4:06
7. A Confissão – 3:06
8. As Montanhas – 2:39
9. O Menino – 3:47
10. Fado Do Mindelo – 3:48
11. O Pastor – 3:20

## Formazione
- Teresa Salgueiro – voce
- Luísa Amaro – chitarra acustica
- Gabriel Gomes – fisarmonica
- Rodrigo Leão – batteria, tastiere
- Pedro Ayres Magalhães – chitarra acustica
- Carlos Paredes – chitarra
- Francisco Ribeiro Cello – violoncello